# Musketiere

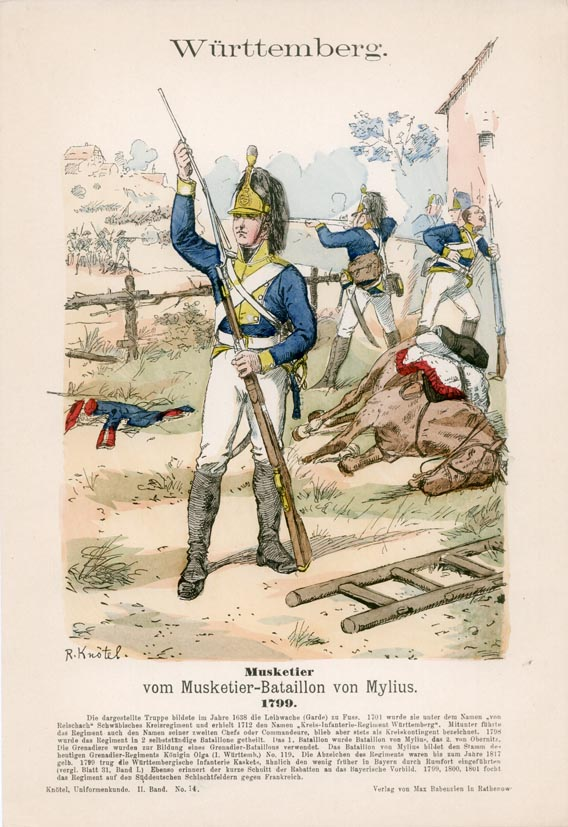
Musketier vom württembergischen Musketier-Bataillon von Mylius (1799; Farbtafel von Richard Knötel)

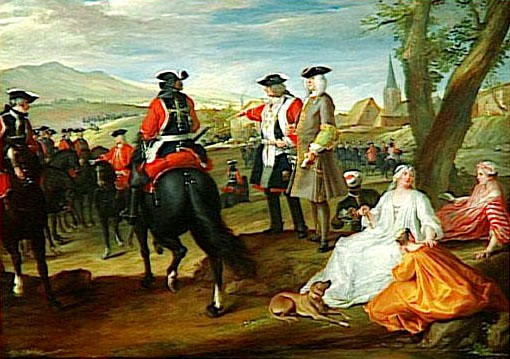
Inspektion der französischen Musketiere der Garde. Ölgemälde Revue des mousquetaires aus dem Jahr 1729.

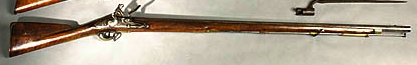
Eine typische Muskete des 18. Jhdts., hier eine Brown-Bess mit Bajonett.

Die Musketiere (Aussprache [-keˈtiːr], vom französischen mousquetaire, pl. mousquetaires; lateinisch: (miles) sclopetarius) waren eine Truppengattung der Infanterie, die ursprünglich mit Musketen bewaffnet war. Diese namensgebende Waffe kam im Laufe des 16. Jahrhunderts auf und war bis zur Mitte des 19. Jahrhunderts die Hauptbewaffnung der Linieninfanterie. Auch nach der Ablösung der Muskete durch das Zündnadelgewehr hielt sich in Deutschland der Begriff Musketier bis in den Ersten Weltkrieg. Bekannt ist er heute noch insbesondere durch den Roman Die drei Musketiere und seine Verfilmungen.

## Aufkommen
Erwähnung fand die Muskete erstmals 1567 in Spanien. Die Wortherkunft ist strittig. Entweder leitet sich das Wort aus dem italienischen Moschetto (‚Sperber‘) ab oder vom spanischen Begriff Mosca (‚Funken‘).
Das im Vergleich zur Arkebuse wesentlich größere Kaliber verlieh der Muskete eine für die damalige Zeit enorme Durchschlagskraft. Dieser ballistische Vorteil zeichnete sie vor allem im Kampf gegen Harnische und hochgerüstete Gegner aus. Im Vergleich zur Arkebuse verschoss sie das doppelte Kugelgewicht; zu Beginn rund 60 Gramm pro Schuss. Wegen ihres Gewichts von meist mehr als 10 Kilogramm und ihrer Länge von 1,70 Metern wurde sie auf eine Gabel gestützt. Zur Nahverteidigung diente den Landsknechten der Degen, später auch das Bajonett.

## Entwicklung in Europa

### Spätes 16.Jahrhundert
Die französischen Könige erkannten früh das Potenzial der „Panzerbrecher“ und führten unter Karl IX. die neue Waffe in der Armee ein. Heinrich IV. hob neue Regimenter aus und rüstete knapp die Hälfte der französischen Soldaten mit dem Gewehr aus.
Diesem Beispiel folgten bald alle europäischen Großmächte. Es setzte ein Verdrängungsprozess in den Truppenteilen ein, bei dem Bogen, Armbrust und sonstiges mittlerweile veraltetes Kriegsmaterial zu Gunsten der neuen Feuerwaffen aufgegeben wurden. Aufgrund der Feuerwaffen erhielten die Kavalleristen schwerere Harnische, wobei dies durch größere Munition ausgeglichen werden konnte und die Kosten im Gegensatz zu der teuren Verarbeitung der Rüstungen verschwindend gering waren.

### 17.Jahrhundert

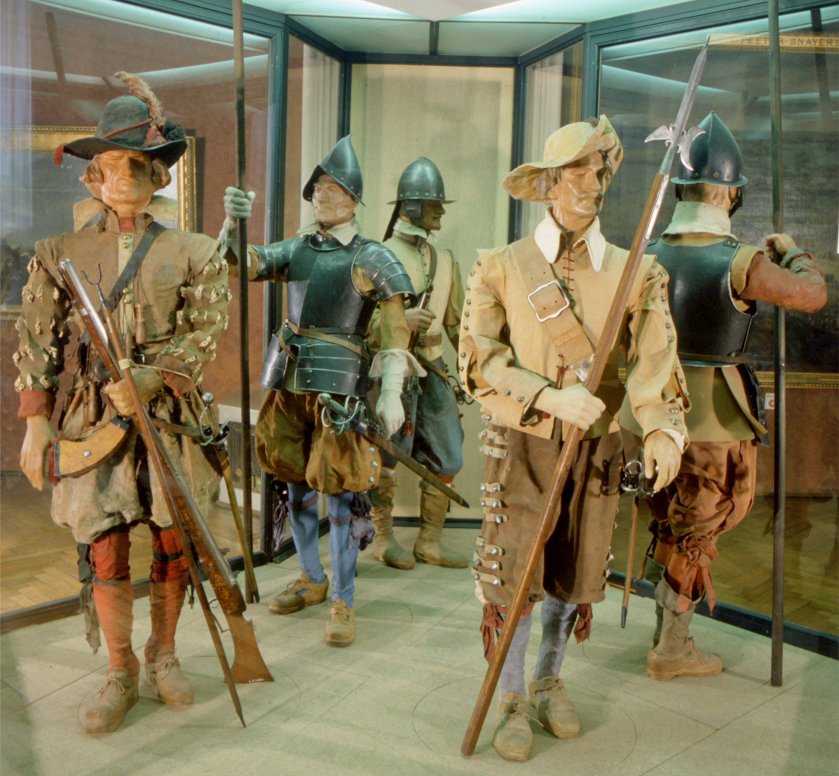
Musketiere und Pikeniere aus der Zeit des Dreißigjährigen Krieges (Heeresgeschichtliches Museum Wien)

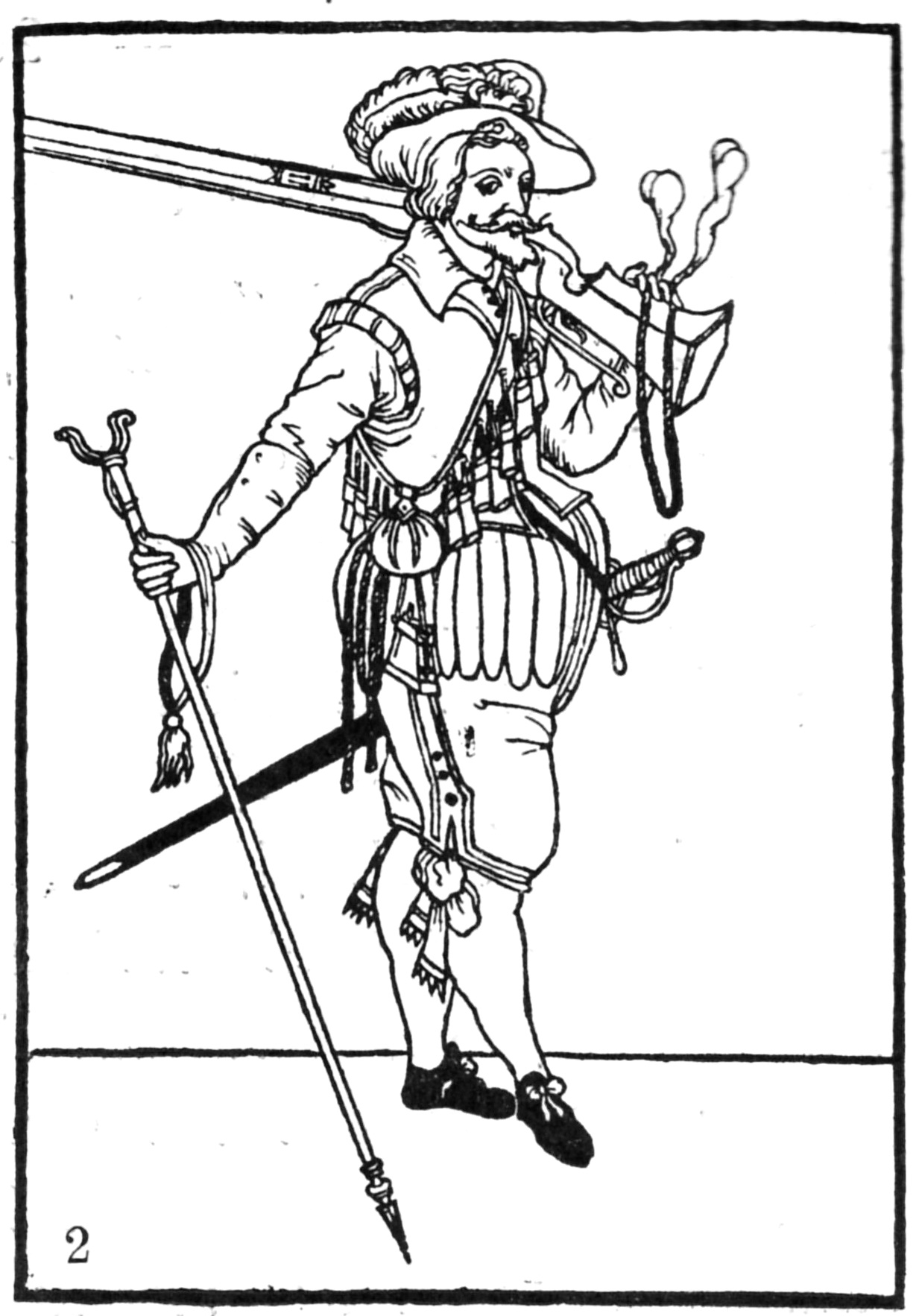
Musketier mit dem „Forket“ (Gabel) in der Hand. Aus dem Beginn des Dreißigjährigen Krieges

Verwendung für die neuen Soldaten hatten vor allem die Regenten im Dreißigjährigen Krieg. Diese neue Art von Kriegsführung mit großen Armeeverbänden, Söldnern und einer Vielzahl schlecht ausgerüsteter Truppen ließ auch das Kaliber der Gewehre auf rund 30 Gramm zurückgehen, da es nicht mehr erforderlich war, dicke Panzerung zu durchschlagen. Die Folge waren leichtere Feuerwaffen zu geringeren Herstellungspreisen. Zudem erschienen auf den Schlachtfeldern die Dragoner: Berittene Infanteristen mit Pike oder Musketen als leichte Kavallerie zu niedrigen Kosten.
Ludwig XIII. errichtete 1622 in Frankreich die Musketiere der Garde als Teil seiner Haustruppen. Obwohl berittene Infanterie sonst üblicherweise als Dragoner bezeichnet wurde, behielten diese reitenden Musketiere ihren Namen, auch wenn sie im Lauf der Zeit zu echter Kavallerie wurden.
Die neue Steinschlossmuskete übertraf ihre Vorgänger mit Luntenschloß an Zuverlässigkeit und Feuergeschwindigkeit, sie verdrängte diese nach dem Dreißigjährigen Krieg und war zu Beginn des Spanischen Erbfolgekrieges europaweit eingeführt.

### 18. Jahrhundert
In Frankreich bezeichnete man den neuen Musketentyp nicht mehr als mousquet, sondern als fusil und benannte die Linieninfanterie daher entsprechend in Füsiliere um. In Preußen behielt man für die Waffe und den Träger den alten Namen, Füsiliere waren hier später nur einige unter Friedrich dem Großen neuaufgestellte Regimenter der Linieninfanterie, nach seinem Tod eine zwischen Jägertruppe und Linieninfanterie angesiedelte Leichte Infanterie.

### 19. und 20. Jahrhundert

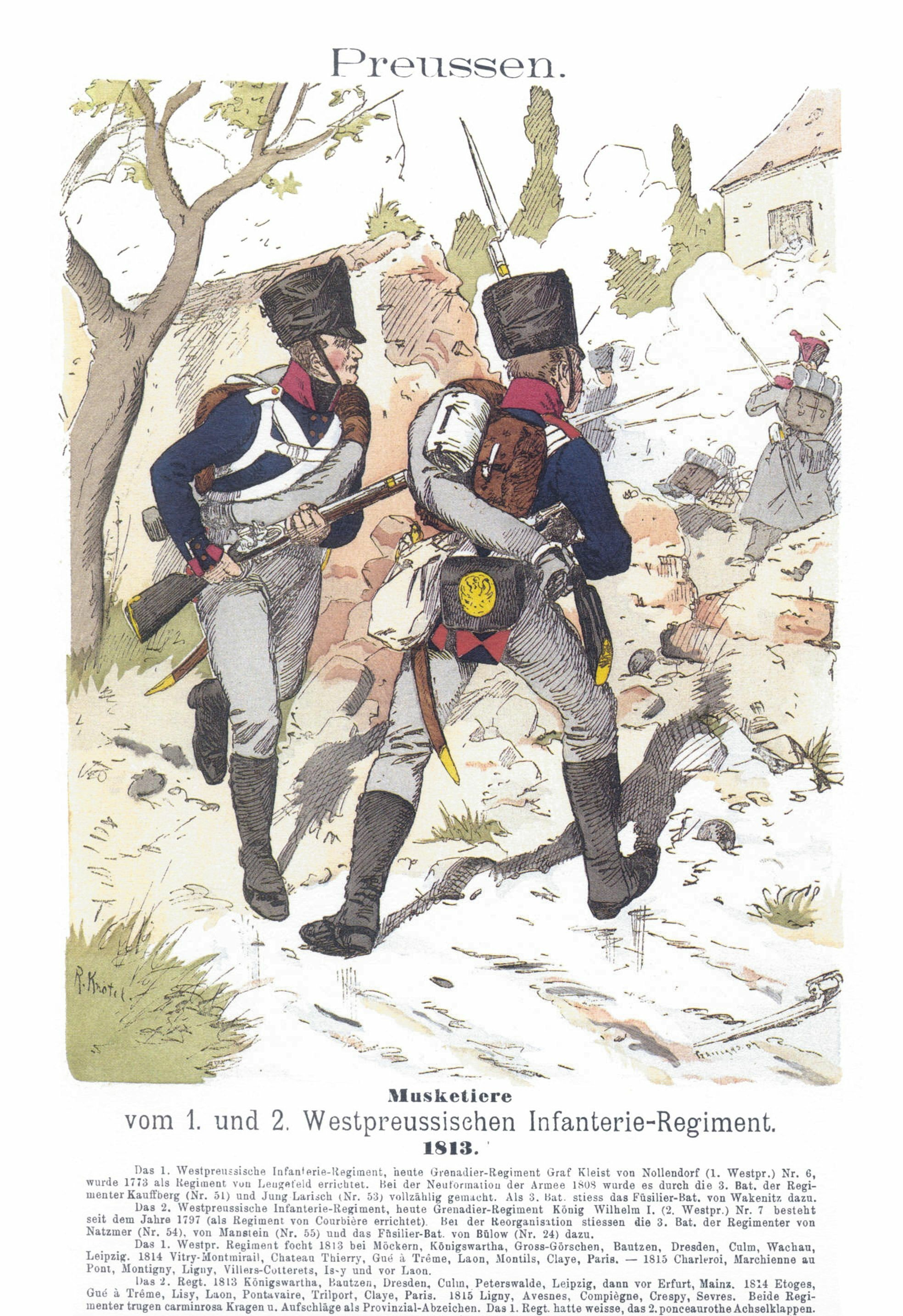
Musketiere vom 1. und 2. Westpreußischen Infanterie-Regiment (Preußen 1813; Farbtafel von Richard Knötel)

In den Befreiungskriegen verwischte sich in Preußen die Unterscheidung zwischen Füsilieren, Grenadieren und Musketieren. Auftrag und Ausrüstung wurden weitgehend identisch, Unterschiede fanden sich in Details der Uniform. Auch nach der Ablösung der Muskete durch das Zündnadelgewehr behielt man den Namen Musketier als einfachsten Dienstgrad beim Großteil der Linieninfanterie bis in den Ersten Weltkrieg bei.

## Taktische Rolle
Musketiere wurden zunächst als kostengünstige „Panzerbrecher“ gegen die Ritterheere eingesetzt. Je mehr sich die Kriegsführung änderte, desto komplizierter wurden ihre Formationen. Die Musketierkompanien wurden zu Bataillonen und Regimentern zusammengefasst und marschierten in möglichst großen geschlossenen Formationen auf dem Schlachtfeld. Das Ziel war es dabei, die Ungenauigkeit der einzelnen Musketen dadurch aufzuheben, dass man durch Salvenfeuer ganzer Einheiten die Trefferzahl erhöhte. Um jedoch in diesen taktischen Verbänden akkurat und genauestens agieren zu können, wurden die Musketiere/Füsiliere scharf einexerziert, damit das Salvenfeuer möglichst schnell und zum gleichen Zeitpunkt erfolgen konnte (siehe Enfilade (Militär) und Kontermarsch).
Bildeten anfangs noch alle mit Musketen ausgerüstete Einheiten geschlossene Verbände, die Reihe für Reihe ihre Salven verschossen, änderte sich das im 17. Jahrhundert, und es wurden neue Truppengattungen geschaffen, die so genannten Jäger, wobei letztere mit als Jägerbüchsen bezeichneten Vorderladern mit gezogenem kürzerem Lauf, sprich Scharfschützengewehren, ausgerüstet waren. Diese Jäger begannen im Gegensatz zur Infanterie im Gelände auszuschwärmen und Deckung zu suchen bzw. sich zu verschanzen. Sie stellten damit den Vorläufer der Infanterie des 20. Jahrhunderts dar.
Der Vorteil gegenüber Bogenschützen und anderen Truppengattungen waren die einfache Handhabung und leichte Bauart der Waffe, deren geringer Beschaffungspreis sowie deren Herstellung aus leicht verfügbaren Materialien. Die Nachteile lagen in der langen Ladezeit: Auch ein geübter Musketier konnte nur zwei bis drei Kugeln pro Minute verschießen. Weitere Nachteile waren das billige, unzuverlässige Luntenschloss sowie die große Streuung der Schüsse durch den glatten Lauf, der dem Geschoss keine drallgestützte Führung gab. Die Einführung der Steinschlösser verbesserte die Wetterunabhängigkeit nur bedingt, bei starkem Regen waren Musketen weiterhin nutzlos (Schlacht um Dresden 1813). Bei 50 Metern Entfernung wurde nur eine Treffergenauigkeit von 60 Prozent erreicht, später auch auf 75 Meter.